# Diascia ausana
Diascia ausana är en flenörtsväxtart som beskrevs av Moritz Kurt Dinter. Diascia ausana ingår i släktet tvillingsporrar, och familjen flenörtsväxter. Inga underarter finns listade i Catalogue of Life.